# The Invasion
A The Invasion a Doctor Who sorozat negyvenhatodik része, amit 1968. november 2.-e és december 21.-e között vetítettek nyolc epizódban. Itt jelenik meg először a Unit, valamint itt jelenik meg Benton őrnagy aki az előbb említett intézménynek dolgozik.

## Történet
A Tardis visszaérkezik napjaink Londonjába, de elromlik a vizuális stabilizátora, és láthatatlanná vált. A Doktor ismerőseihez fordul segítségért, azonban hamarosan beleütközik az International Electromatrics cégbe és annak titokzatos vezetőjébe. A Unit segítségével történő nyomozás nyomasztó dolgokra bukkan a csatornák mélyén: ismét kiborgok munkálkodnak a Föld meghódításán.

## Epizódok listája
| Epizód sorszáma | Bemutató napja     | Hossza | Nézők száma (millió) | Formátum                     |
| --------------- | ------------------ | ------ | -------------------- | ---------------------------- |
| 1               | 1968. november 2.  | 24:32  | 7,3                  | Csak képek és/vagy töredékek |
| 2               | 1968. november 9.  | 24:26  | 7,1                  | 16 mm t/r                    |
| 3               | 1968. november 16. | 23:44  | 7,1                  | 16 mm t/r                    |
| 4               | 1968. november 23. | 24:18  | 6,4                  | Csak képek és/vagy töredékek |
| 5               | 1968. november 30. | 23:25  | 6,7                  | 16 mm t/r                    |
| 6               | 1968. december 7.  | 23:20  | 6,5                  | 16 mm t/r                    |
| 7               | 1968. december 14. | 24:46  | 7,2                  | 16 mm t/r                    |
| 8               | 1968. december 21. | 25:03  | 7                    | 16 mm t/r                    |

## Könyvkiadás
A könyvváltozatát 1985 október 10.-n adta ki a Target könyvkiadó.

## Otthoni kiadás
- VHS-n 1993-n adták ki.
- DVD-n 2006 november 6.-n adták ki.

### Fordítás
- Ez a szócikk részben vagy egészben  a   The Invasion (Doctor Who) című angol Wikipédia-szócikk fordításán alapul.  Az eredeti cikk szerkesztőit annak laptörténete sorolja fel. Ez a jelzés csupán a megfogalmazás eredetét és a szerzői jogokat jelzi, nem szolgál a cikkben szereplő információk forrásmegjelöléseként.